# Гроєць (Хшановський повіт)
Гроєць (пол. Grojec) — село в Польщі, у гміні Альверня Хшановського повіту Малопольського воєводства.
Населення — 1262 особи (2011).
У 1975-1998 роках село належало до Краківського воєводства.

## Демографія
Демографічна структура станом на 31 березня 2011 року:
|          | Загалом | Допрацездатний вік | Працездатний вік | Постпрацездатний вік |
| -------- | ------- | ------------------ | ---------------- | -------------------- |
| Чоловіки | 636     | 110                | 454              | 72                   |
| Жінки    | 626     | 127                | 358              | 141                  |
| Разом    | 1262    | 237                | 812              | 213                  |